# Даніель Москера
Даніе́ль Ферна́ндо Моске́ра Боні́лья (ісп. Daniel Fernando Mosquera Bonilla; нар. 20 жовтня 1999, Кібдо) — колумбійський футболіст, нападник італійського клубу «Верона».

## Клубна кар'єра
2018 року приєднався до клубу «Барранкілья», за який дебютував 15 серпня 2018 року в матчі Категорії Прімери Б проти «Інтернасьйоналя» (Пальміра). 15 вересня в поєдинку проти клубу «Реал Кундінамарка» забив свій перший гол за «Барранкілью».
В сезонах 2020 і 2021 виступав у Венесуелі за команди «Льянерос» (Гуанаре) і «Універсідад Сентраль» відповідно.
Взимку 2022 року повернувся в Колумбію, підписавши 20 січня контракт з клубом «Америка де Калі». 4 лютого дебютував за «Америку», вийшовши на заміну в матчі Категорії Прімери А проти «Кортолуа». 4 квітня того ж року в поєдинку проти «Мільйонаріоса» забив свій перший гол за клуб.
15 грудня 2023 року відправився в оренду в клуб Прімери «Атлетіко Букараманга». 22 січня 2024 року дебютував за нову команду в матчі Прімери проти «Атлетіко Хуніор», вийшовши в стартовому складі. 7 лютого в поєдинку Прімери проти «Санта-Фе» забив свій перший гол за клуб, принісши перемогу своїй команді (1–0). За час оренди забив 10 голів у 28 зустрічах за «Атлетіко Букараманга», допомігши команді виграти Апертуру 2024 і здобути перший в історії трофей.
4 липня 2024 року перейшов в італійський клуб «Верона», підписавши чотирирічний контракт. Сума трансферу становила близько 0,7 млн євро. 10 серпня дебютував за «Верону» в матчі Кубка Італії проти «Чезени», вийшовши в стартовому складі. 18 серпня в поєдинку проти «Наполі» дебютував у Серії А. В цій грі також забив свої перші голи за «Верону», оформивши дубль. Таким чином став першим гравцем «Верони», що забив двічі в своєму дебютному матчі Серії А після Луки Тоні (проти «Мілана» в 2013 році).

## Статистика виступів
Станом на 16 серпня 2025
| Клуб                   | Сезон             | Чемпіонат           | Чемпіонат | Чемпіонат | Кубок | Кубок | Континентальні | Континентальні | Всього | Всього |
| Клуб                   | Сезон             | Дивізіон            | Матчі     | Голи      | Матчі | Голи  | Матчі          | Голи           | Матчі  | Голи   |
| ---------------------- | ----------------- | ------------------- | --------- | --------- | ----- | ----- | -------------- | -------------- | ------ | ------ |
| Барранкілья            | 2018              | Категорія Прімера A | 11        | 1         | 0     | 0     | –              | –              | 11     | 1      |
| Барранкілья            | 2019              | Категорія Прімера A | 7         | 1         | 3     | 1     | –              | –              | 10     | 2      |
| Барранкілья            | Всього            | Всього              | 18        | 2         | 3     | 1     | 0              | 0              | 21     | 3      |
| Універсідад Сентраль   | 2021              | Прімера Дивізіон    | 22        | 9         | 0     | 0     | –              | –              | 22     | 9      |
| Америка де Калі        | 2022              | Категорія Прімера A | 22        | 4         | 0     | 0     | –              | –              | 22     | 4      |
| Америка де Калі        | 2023              | Категорія Прімера A | 20        | 0         | 0     | 0     | –              | –              | 20     | 0      |
| Америка де Калі        | Всього            | Всього              | 42        | 4         | 0     | 0     | 0              | 0              | 42     | 4      |
| → Атлетіко Букараманга | 2024              | Категорія Прімера A | 26        | 7         | 2     | 3     | –              | –              | 28     | 10     |
| Верона                 | 2024–25           | Серія A             | 35        | 5         | 1     | 0     | –              | –              | 36     | 5      |
| Верона                 | 2025–26           | Серія A             | 0         | 0         | 1     | 0     | —              | —              | 1      | 0      |
| Верона                 | Всього            | Всього              | 35        | 5         | 2     | 0     | 0              | 0              | 37     | 5      |
| Всього за кар'єру      | Всього за кар'єру | Всього за кар'єру   | 143       | 27        | 7     | 4     | 0              | 0              | 152    | 31     |

## Досягнення
«Атлетіко Букараманга»
- Чемпіон Колумбії: 2024 (Апертура)[21]